# مورینگسپورت (لوئیزیانا)
مورینگسپورت (به انگلیسی: Mooringsport) شهری در ایالت لوئیزیانا کشور ایالات متحده آمریکا است که جمعیت آن در سرشماری سال ۲۰۱۰ میلادی، ۷۹۳ نفر بوده‌است.